# Sotjikonflikten
Sotjikonflikten var en gränskonflikt som varade från juli 1918 till maj 1919 i anknytning till ryska inbördeskriget, och som stod mellan den demokratiska republiken Georgien, bolsjevikerna (röda armén) och kontrarevolutionära ryska styrkor (vita armén). Tvistefrågan gällde staden Sotji med omgivningar, vid Svarta havets nordöstra kust.
Frågan löstes genom medling från Storbritannien och gränsdragningen längs floden Psou specificerad i fredsavtalet utgör än idag gräns mellan den georgiska autonoma republiken Abchazien och Ryssland.